# Theo Janssens
Theo Janssens is een Belgisch voormalig politicus voor de SP en diens opvolger sp.a.

## Levensloop
Janssens trad in 1989 toe tot de gemeenteraad van Dendermonde. Later werd hij OCMW-voorzitter van deze stad en in 2001 schepen. In augustus 2006 volgde hij Norbert De Batselier op als burgemeester. Zelf werd hij na de gemeenteraadsverkiezingen van 2006 opgevolgd door Piet Buyse in deze hoedanigheid. Zelf nam Janssens opnieuw een schepenmandaat op, alsook de functie van OCMW-voorzitter. Daarnaast was hij zeventien jaar voorzitter van sociale huisvestingsmaatschappij 'Volkswelzijn'.